# 진무양

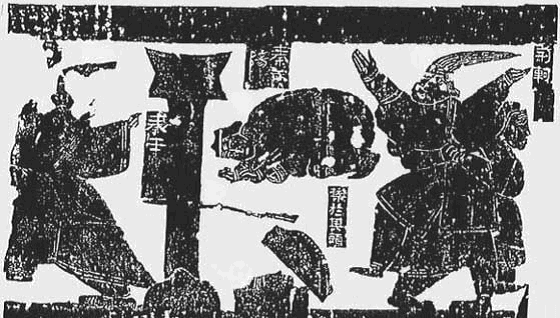
가운데 누운 이가 진무양, 좌측이 진 시황제, 우측이 형가

진무양(중국어: 秦舞陽, 병음: Qin Wuyang, ? ~ 기원전 227년)은 연 출신의 자객이다. 고조선을 침략한 진개의 손자이다. 형가(荊軻)의 부사(副使)로서 진 시황제 암살 임무를 수행했던 남자다. 13세 때 사람을 죽이고도 당당했던 남자로서 장사로도 유명했다.
연태자 단의 명으로 형가(荊軻)의 부사(副使)로서 진 시황제 암살 명령을 받고 함양(咸陽)에 파견되었다. 진 시황제 암살 시도 당시 진무양은 공포에 질렸으나 형가는 시종일관 당당하였다. 이들의 태도를 수상하게 본 진나라 군인에 의해 형가와 함께 피살되었다.